# リショルム・コンプレッサ

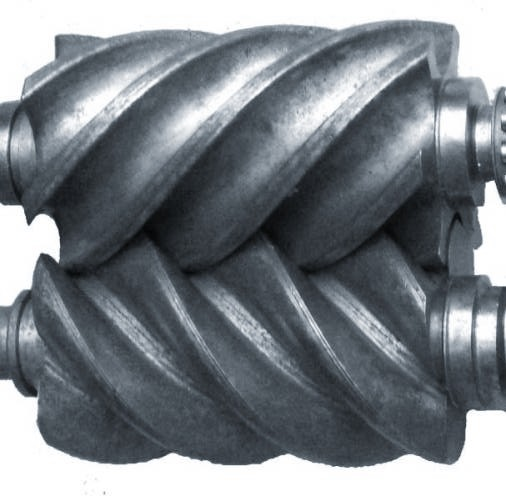
リショルム・コンプレッサのローター

リショルム・コンプレッサ (Lysholm compressor) とは容積型圧縮機の一種であり、内燃機関向けにスーパーチャージャーとしても用いられる。産業用としては一般にスクリュー・コンプレッサと呼ばれる。

## 概要
特許自体は1878年3月24日にドイツのHeinrich Krigarによって取得されたが当時の製造技術では限界があり、実用化されたのは約60年後、スウェーデンのアルフ・リスホルム (sv:Alf Lysholm, 1893-1973) によってであり、このことをもってリショルム・コンプレッサと呼ばれる。
仕組みは一対のねじれたローターが作る空間がローターの回転と共に容積を縮小し、気体を圧縮し吐出する。ルーツ・ブロアと異なり内部圧縮があるために高い全断熱効率を誇る。自動車用スーパーチャージャーとしては1993年にマツダがIHIと共同開発し、ミラーサイクルを搭載するユーノス800に初めて採用、以後、AMGを含むメルセデス・ベンツや、アフターマーケット用チューニングパーツとして用いられている。
雌型回転子は通常6筋あり、雄型の回転子が1回転すると雌型の回転子は240°回転する。雌型回転子を基準に完全に元の位相が一致する1サイクルで雄型回転子は11.5回転する。
作動時の振動が少なく空気圧縮機や空調機としての用途にも使用される。
圧縮機としてだけではなく膨張機としても用いられ、蒸気を動力源とした「スクリュ式蒸気発電機」として実用化されている。

## 歴史
1878年3月24日、ドイツのHeinrich Krigarは特許(番号 4121)を取得した。最初の特許はスクリュー式圧縮機の原型である。彼は改良を重ね後に2番目の特許(番号 7116)を1878年8月16日に取得した。 これらの両方の特許は特許庁において最も初期の記録が残っている。
Heinrich Krigarはハノーファーで再設計して彼の図を互いに2つのからむローターで構成されるものに明確に示した。1867年、互いに180度ねじれたローターの圧縮器がヨーロッパで発表された。当時この概念は製造技術が不十分なため実現しなかった。
約60年後、スウェーデンの蒸気タービン製造会社である Ljungstroms Angturbin AB は、後に近代的なスクリュー式圧縮機を開発することになるアルフ・リスホルムを新任の主任技師として招聘した。リスホルムはガスと蒸気タービン用の軽量の圧縮機を研究した。
この形式の圧縮機は1930年代に Ljungstroms Angturbin AB によって設計、特許取得、製造された。主任技師はアルフ・リスホルムだった。 Ljungstroms Angturbin AB は1951年に Svenska Rotor Maskiner AB (SRM) へ改名、SRM は今でもスクリュー圧縮機の特許を持っている。(基本特許は保護期間を超えているので既に失効している。)ローターの製造経費が高いためスクリュー圧縮機は当初は定置式エンジンに使用された。一例としてElliot-LycholmとBroom Wadeが挙げられる。
リスホルムは回転子の重要な形状のみならず、回転子を正確に製造するための方法の問題も解決して特許を取得した。1935年に取得された特許では非対称な5筋の雌型回転子と4筋の雄型回転子の設計だった。